# Jolimetz
Jolimetz ist eine französische Gemeinde im Département Nord in der Region Hauts-de-France. Sie gehört zum Arrondissement Avesnes-sur-Helpe und zum Kanton Avesnes-sur-Helpe.

## Geografie
Die Gemeinde
Jolimetz liegt im Regionalen Naturpark Avesnois. 18 Kilometer südöstlich von Valenciennes. Sie grenzt im Nordwesten und Norden an Potelle, im Nordosten an Villereau, im Südosten an Locquignol sowie im Südwesten und Westen an Louvignies-Quesnoy. Jolimetz gehört zu den nördlichsten Weinbaugemeinden Frankreichs.

## Bevölkerungsentwicklung
| Jahr                       | 1962 | 1968 | 1975 | 1982 | 1990 | 1999 | 2011 | 2020 |
| Einwohner                  | 628  | 622  | 564  | 688  | 848  | 915  | 875  | 856  |
| Quellen: Cassini und INSEE |      |      |      |      |      |      |      |      |

## Belege
1. ↑  Weinanbau auf vin-vigne.com (französisch)